# Holografiska principen
Den holografiska principen är en teori inom kvantfysiken, närmare bestämt inom strängteorin, som säger att beskrivningen av en rymd (en volym) finns, eller kan tänkas, kodifierad på något som kan beskrivas som rymdens gränssnitt eller gravitationshorisont. Teorin beskrevs först av Gerard 't Hooft, men dess specifika strängteori-tolkning lanserades av Leonard Susskind I ett större perspektiv säger teorin att hela universum kan ses som en tvådimensionell informationsstruktur som "målats" på den kosmologiska horisonten. Teorin kan härledas till svarta hålets informationsparadox.

## Svarta hålets informationsparadox
Svarta hålets informationsparadox är en paradox som utgår från en kombination av kvantmekanik och allmän relativitetsteori. Paradoxen säger att fysisk information kan försvinna permanent i ett svart hål, och därmed möjliggöra för många olika kvantmekaniska tillstånd att omvandlas till samma status. Teorin är kontroversiell eftersom den bryter mot den allmänna vetenskapliga föreställningen att en komplett information om ett fysiskt system vid en tidpunkt bestämmer dess status vid varje annan tidpunkt.